# Ingolf S. Olsen
Ingolf S. Olsen (født 8. juni 1963) er en færøsk journalist, fagforeningsmand, fisker og politiker (T).
Han er uddannet journalist på Danmarks Journalisthøjskole i 1994 og arbejdede i en årrække som journalist i Danmark på først Herning Folkeblad og siden Jydske Vestkysten. Herefter vendte han hjem til Færøerne og var to år på avisen Dimmalætting, og 2004-10 ansat på tv-nyhederne på Færøernes nationale radio- og tv-station Kringvarp Føroya som reporter, debatvært, redaktør og souschef. Siden april 2010 ernærer Olsen sig ved en kombination af fiskeri og freelancejournalistik, herunder opgaver med fotografering af fiskeriet på Færøerne.

## Tillidshverv og politisk karriere
Olsen er næstformand i Færøernes journalistforbund Føroysk Miðlafólk. Han stillede op til Lagtingsvalget 2015 uden at blive valgt, men kom efterfølgende i tinget fra 21. september 2015 som suppleant for partifællen Magni Arge, der agter at skifte mellem at sidde i Folketinget og Lagtinget.